# La Toba (Cantabria)
La Toba es una localidad del municipio cántabro de Miera, en España, actualmente despoblada. Se encuentra a 380 m s. n. m. y dista 2 kilómetros y medio de La Cárcoba, capital municipal. Por La Toba pasa la «Ruta de los barrios merachos», circuito que desde Merilla pasa por La Veguilla, Los Cerrillos, Solana, La Cárcoba, La Toba. Son unos ocho kilómetros y medio de longitud.
- Datos: Q5965324